# Karsten Schmeling
Karsten Schmeling (ur. 13 stycznia 1962 w Hennigsdorfie) – niemiecki wioślarz. Złoty medalista olimpijski z Seulu.
Reprezentował barwy NRD. Zawody w 1988 były jego jedynymi igrzyskami olimpijskimi i zdobył złoto w czwórce ze sternikiem. Osadę łodzi tworzyli także Bernd Niesecke, Bernd Eichwurzel, Frank Klawonn i sternik Hendrik Reiher. W czwórce ze sternikiem zostawał mistrzem świata w 1986 i 1987, był drugi w dwójce ze sternikiem w 1981 i 1982 i w ósemce w 1983. W 1985 był trzeci w czwórce ze sternikiem. 